# Natalja Oriechowa
Natalja Igorjewna Oriechowa (ros. Наталья Игорьевна Орехова, ur. 28 listopada 1972 w Moskwie) – rosyjska narciarka, uprawiająca narciarstwo dowolne. Jej największym sukcesem jest srebrny medal w kombinacji wywalczony podczas mistrzostw świata w Altenmarkt. Jej najlepszym wynikiem olimpijskim jest 7. miejsce w skokach akrobatycznych na igrzyskach olimpijskich w Salt Lake City. Najlepsze wyniki w Pucharze Świata osiągnęła w sezonie 1993/1994, kiedy to zajęła 2. miejsce w klasyfikacji generalnej, a klasyfikacji kombinacji była trzecia.
W 2002 r. zakończyła karierę.

## Osiągnięcia

### Igrzyska olimpijskie
| Miejsce | Dzień     | Rok  | Miejscowość    | Konkurencja        | Zwycięzca       |
| ------- | --------- | ---- | -------------- | ------------------ | --------------- |
| 12.     | 13 lutego | 1994 | Lillehammer    | Skoki akrobatyczne | Lina Cheryazova |
| 22.     | 18 lutego | 1998 | Nagano         | Skoki akrobatyczne | Nikki Stone     |
| 7.      | 18 lutego | 2002 | Salt Lake City | Skoki akrobatyczne | Alisa Camplin   |

### Mistrzostwa świata
| Miejsce | Dzień     | Rok  | Miejscowość | Konkurencja        | Zwycięzca            |
| ------- | --------- | ---- | ----------- | ------------------ | -------------------- |
| 2.      | 11 marca  | 1993 | Altenmarkt  | Kombinacja         | Katherina Kubenk     |
| 11.     | 12 marca  | 1993 | Altenmarkt  | Balet narciarski   | Ellen Breen          |
| 22.     | 13 marca  | 1993 | Altenmarkt  | Jazda po muldach   | Stine Lise Hattestad |
| 14.     | 14 marca  | 1993 | Altenmarkt  | Skoki akrobatyczne | Lina Cheryazova      |
| 4.      | 16 lutego | 1995 | La Clusaz   | Kombinacja         | Kristean Porter      |
| 11.     | 17 lutego | 1995 | La Clusaz   | Balet narciarski   | Jelena Batałowa      |
| 11.     | 19 lutego | 1995 | La Clusaz   | Skoki akrobatyczne | Nikki Stone          |
| 5.      | 9 lutego  | 1997 | Iizuna      | Skoki akrobatyczne | Kirstie Marshall     |
| 9.      | 13 marca  | 1999 | Meiringen   | Skoki akrobatyczne | Jacqui Cooper        |

### Puchar Świata

#### Miejsca w klasyfikacji generalnej
- sezon 1991/1992: 63.
- sezon 1992/1993: 5.
- sezon 1993/1994: 2.
- sezon 1994/1995: 4.
- sezon 1995/1996: 21.
- sezon 1996/1997: 25.
- sezon 1997/1998: 18.
- sezon 1999/2000: 26.
- sezon 2000/2001: 42.
- sezon 2001/2002: 16.

#### Miejsca na podium
1. Mont Gabriel – 7 stycznia 1990 (Kombinacja) – 3. miejsce
2. Lake Placid – 14 stycznia 1990 (Kombinacja) – 3. miejsce
3. Piancavallo – 10 grudnia 1992 (Balet narciarski) – 3. miejsce
4. Tignes – 11 grudnia 1992 (Skoki akrobatyczne) – 1. miejsce
5. Tignes – 12 grudnia 1992 (Kombinacja) – 3. miejsce
6. Piancavallo – 19 grudnia 1992 (Kombinacja) – 1. miejsce
7. Lake Placid – 23 stycznia 1993 (Kombinacja) – 3. miejsce
8. Le Relais – 31 stycznia 1993 (Kombinacja) – 2. miejsce
9. Lillehammer – 28 marca 1993 (Kombinacja) – 3. miejsce
10. Tignes – 10 grudnia 1993 (Balet narciarski) – 3. miejsce
11. Tignes – 12 grudnia 1993 (Kombinacja) – 2. miejsce
12. La Plagne – 22 grudnia 1993 (Kombinacja) – 2. miejsce
13. Whistler Blackcomb – 9 stycznia 1994 (Kombinacja) – 2. miejsce
14. Breckenridge – 16 stycznia 1994 (Kombinacja) – 1. miejsce
15. Le Relais – 30 stycznia 1994 (Kombinacja) – 1. miejsce
16. Le Relais – 30 stycznia 1994 (Kombinacja) – 2. miejsce
17. Breckenridge – 16 stycznia 1994 (Skoki akrobatyczne) – 3. miejsce
18. Lake Placid – 22 stycznia 1994 (Kombinacja) – 3. miejsce
19. Hundfjället – 9 lutego 1994 (Kombinacja) – 3. miejsce
20. Altenmarkt – 5 marca 1994 (Kombinacja) – 3. miejsce
21. Hasliberg – 13 marca 1994 (Kombinacja) – 3. miejsce
22. Tignes – 17 grudnia 1994 (Kombinacja) – 1. miejsce
23. Tignes – 17 grudnia 1994 (Skoki akrobatyczne) – 3. miejsce
24. Breckenridge – 15 stycznia 1995 (Skoki akrobatyczne) – 3. miejsce
25. Lillehammer – 5 marca 1995 (Kombinacja) – 1. miejsce
26. Hundfjället – 10 marca 1995 (Kombinacja) – 2. miejsce
27. La Plagne – 15 grudnia 1995 (Skoki akrobatyczne) – 3. miejsce
28. Kirchberg – 20 lutego 1997 (Skoki akrobatyczne) – 3. miejsce
29. Whistler Blackcomb – 25 stycznia 1998 (Skoki akrobatyczne) – 3. miejsce
30. Châtel – 1 marca 1998 (Skoki akrobatyczne) – 3. miejsce
31. Altenmarkt – 13 marca 1998 (Skoki akrobatyczne) – 3. miejsce
32. Whistler Blackcomb – 4 grudnia 1999 (Skoki akrobatyczne) – 1. miejsce
33. Mount Buller – 12 sierpnia 2000 (Skoki akrobatyczne) – 3. miejsce
34. Mount Buller – 8 września 2001 (Skoki akrobatyczne) – 3. miejsce

W sumie 7 zwycięstw, 6 drugich i 21 trzecich miejsc.